# Can Juncosa (Arenys de Mar)
Can Juncosa, també anomenat Cal Moro, és un edifici situat als carrers de Bonaire i Rial de Sa Clavella d'Arenys de Mar, catalogat com a bé cultural d'interès local.

## Història
Era la casa d'estiueig de la família Juncosa, fabricants de xocolata.
De 1961 a 1974 fou l'Hotel Ayron i de 1975 a 1983 una galeria d'art, Can Covarsí. Després passà a mans de l'Ajuntament, que hi establí una escola de música, i des del 1996 és la seu de la biblioteca Pare Fidel Fita.

## Descripció
La construcció es pot qualificar d'eclèctica, i té dues plantes i unes golfes. Molt ben compost, amb una petita torreta i una petita cúpula amb rajoles vidriades. Per fer la cantonada totes les obertures d'allà són corbes i molt ben resoltes. La planta baixa té dues portes d'entrada -encara que tan sols es fa servir una- i dues finestres; una altra fa cantonada, al primer pis hi ha balcons i finestres; i al tercer, unes petites finestres ens marquen les golfes. A la cantonada hi ha una obertura rodona com un ull de bou. L'acabament és amb una balustrada d'obra i a la cantonada hi ha la cúpula amb rajola vidriada. La torre està més endins i presenta una gran vidriera i dos pinacles al capdamunt. La casa està en un punt que sobresurt de l'alineació general del Rial, la qual cosa li dona una dilatada perspectiva.